# Al-Aziz Yússuf
Al-Màlik al-Aziz Jamal-ad-Din Yússuf ibn Barsbay (àrab: الملك العزيز جمال الدين يوسف بن برسباي, al-Malik al-ʿAzīz Jamāl ad-Dīn Yūsuf ibn Barsbāy), més conegut simplement com al-Aziz Yússuf (c. 1423-?), fou un efímer soldà mameluc de la dinastia burjita o circassiana (1438). Yússuf era fill del soldà Barsbay.
A la mort del soldà Barsbay, el 7 de juny de 1438, el va succeir amb el títol d'al-Màlik al-Aziz Jamal-ad-Din Yússuf, quan encara només tenia 15 anys. Tot i que, per assegurar-se el suport dels emirs, els va fer una donació generosa, l'atabeg Jàgmaq va organitzar un complot en contra seu. Els mamelucs de Barsbay, instal·lats a la ciutadella, van intentar resistir el cop d'estat, però finalment Jàqmaq va prendre el control de la ciutadella i Yússuf fou fet presoner i obligat a abdicar a favor de Jàqmaq, i els seus mamelucs van haver d'acceptar el nou soldà.